# Lista över priser och utmärkelser som tilldelats Mario Vargas Llosa
Lista över priser och utmärkelser som tilldelats Mario Vargas Llosa
Detta är en lista över pris och utmärkelser som Mario Vargas Llosa har emottagit under sin karriär.

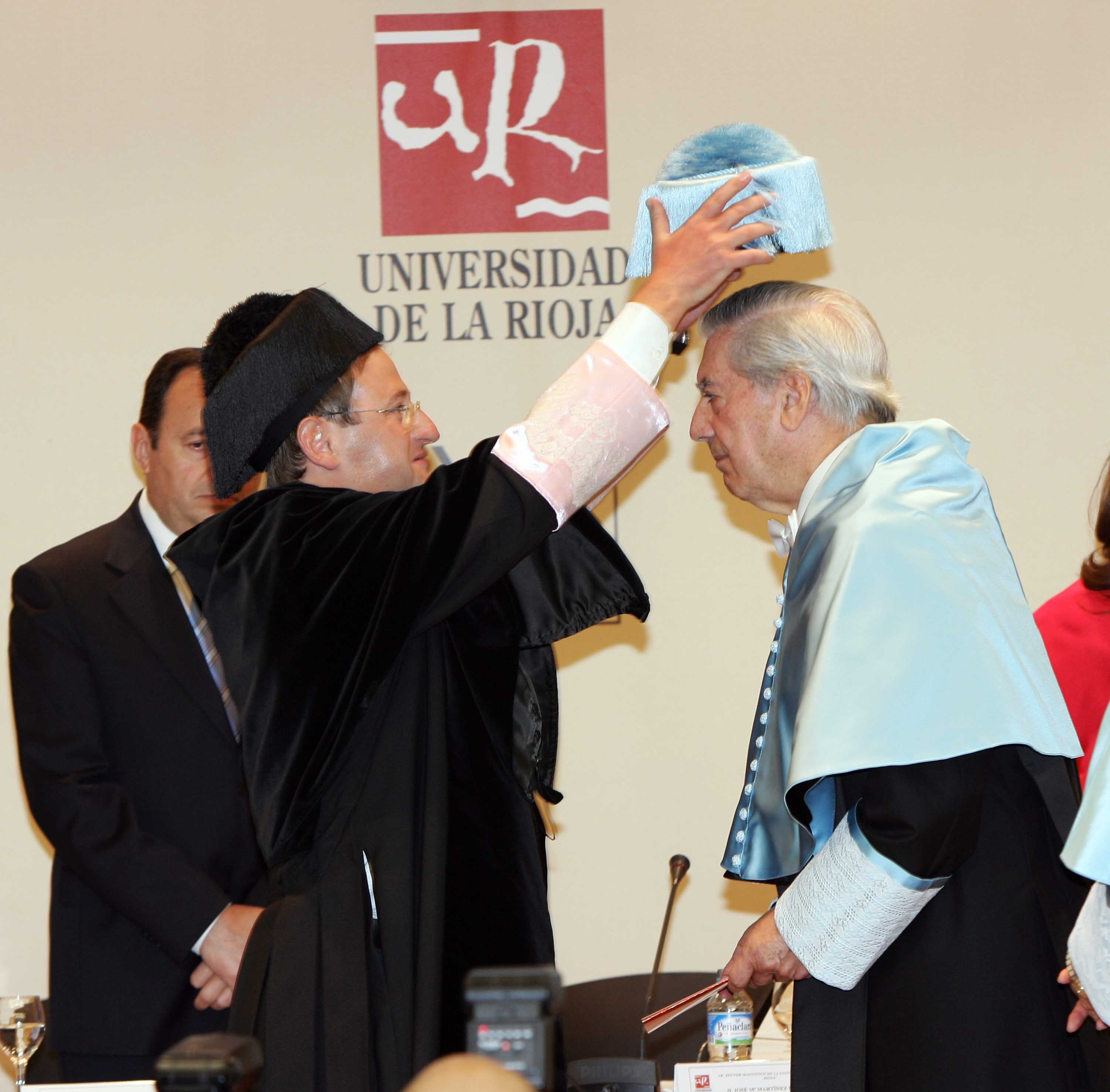
Mario Vargas Llosa erhåller birreten av rektorn vid Universidad de La Rioja.

## 1952–1970
- 1952 –  Andra pris i tredje ("Concurso de Teatro Escolar y Radioteatro Infantil" anordnad av Ministerio de Educación Pública, Peru) för teaterstycket Inkans flykt.

- 1957 – Pris av Revue Française[2] för berättelsen El desafío.

- 1959 – Pris "Leopoldo Alas" ("Premio Leopoldo Alas") (Spanien) för novellsamlingen Los jefes.

- 1963 –  "Premio Biblioteca Breve", från förlaget Seix Barral; Spanska kritikerpriset ("Premio de la Crítica Española") och andra plats i Formentors pris ("Prix Formentor") för Staden och hundarna.

- 1964 –  Spanska kritikerpriset för romanen Staden och hundarna.

- 1966 –  Spanska kritikerpriset för romanen Det gröna huset.

- 1967 –  Nationella romanpriset, Peru ("Premio Nacional de Novela" (Peru) och Pris "Rómulo Gallegos" (Venezuela) Premio Rómulo Gallegos, båda för Det gröna huset.

## 1976–1985
- 1976
  - Hedersmedlem i Hebreiska Universitetet i Jerusalem.

- 1977
  - Silvermedalj och hedersdiplom av Concejo Provincial i Arequipa (Peru).
  - Medlem i Peruanska akademien för spanska språket Academia Peruana de la Lengua (invalsceremoni).
  - Pris Mänskliga rättigheter 1977, utdelat av Judiska latinamerikanska föreningen (la Asociación Judío Latinoamericana).

- 1979
  - Journalistpriset "Ramón Godó Lallana", utdelat av La Vanguardia de Barcelona.

- 1981
  - Argentinska kritikerpriset.
  - Kongressens hedersmedalj, utdelat av Peruanska republikens kongress (el Congreso de la República del Perú), för hans litterära framgångar.

- 1982
  - Pris "Illa del Instituto Italo-Latinoamericano de Roma" för Tant Julia och författaren.
  - Pris "Pablo Iglesias de Literatura de la Agrupación Socialista de Chamartín" för Kriget vid världens ände.

- 1985
  - Pris Ritz París Hemingway (Frankrike) för Kriget vid världens ände.
  - Hederslegionen, utdelad av franska regeringen.

## 1986–1990
- 1986
  - Prinsen av Asturiens pris i litteratur (Spanien).

- 1987
  - Hedersmedlem i Amerikanska föreningen för moderna språk (Modern Language Association of America) (USA).
  - Hedersmedlem i Amerikanska akademien och institut för konst och litteratur (USA).
  - Hedersmedlem i Franska konst och litteraturorden, utdelat av franska kulturministeriet.

- 1988
  - Guldmedalj från Panamerikanska sällskapet i Amerikaföreningen (Pan American Society de Americas Society) (USA).
  - Frihetspriset, utdelat av Stiftelsen Max Schmidheiny (Fundación Max Schmidheiny), (Schweiz).

- 1989
  - Pris "Scanno", utdelat av Rizzoli Libri (Italien), för romanen El hablador (Berättaren).

- 1990
  - Pris "Castiglione de Sicilia" (Italien).
  - Hedersdoktor vid Floridas internationella universitet (Florida International University de Miami i Miami.
  - Frihetslegionen ("Legión de la Libertad"), av Instituto Cultural Ludwig von Mises (Mexiko).

## 1991–1995
- 1991
  - Doctor of Humane Letters vid Connecticut College (USA).
  - Pris ”T.S. Eliot” av Ingersoll Foundation vid Rockford Institute (USA) för kreativt författande.

- 1992
  - Hedersdoktor vid Bostons universitet (USA).
  - Hedersdoktor vid Genovas universitet (Italien).
  - INTAR:s Guldpalmsutmärkelse vid INTAR:s Spanskamerikanska konstcentrum i New York (USA).

- 1993
  - Hedersdoktor vid Dowling Colege (USA).
  - Hedersdoktor vid Universitetet Francisco Marroquín (Guatemala).
  - Pris "Planeta" (Spanien), för Döden i Anderna.
  - Kommendörsorden, Konst och litteratur, utdelad av franska regeringen.

- 1994
  - Medlem i Real Academia Española.
  - Hedersdoktor vid Georgetown University (USA).
  - Hedersdoktor vid Yale University (USA).
  - Hedersdoktor vid Universitetet i Rennes 2 (Frankrike).
  - Miguel de Cervantes-priset av Spanska kulturministeriet.
  - Litteraturpris "Arzobispo Juan de San Clemente" i Santiago de Compostela, för Döden i Anderna.

- 1995
  - Jerusalempriset, Israel.
  - Internationella litteraturpriset ”Chianti Ruffino Antico Fattore” (Florens, Italien), för Döden i Anderna.
  - Hedersdoktor vid Universitetet i Murcia (Spanien).
  - Hedersdoktor vid Universitetet i Valladolid (Spanien).
  - Hedersmedborgare i Provincia de Santa Fe (Argentina).

## 1996–2000
- 1996
  - Fredspriset, Tyska bokhandlare, Bokmässan i Frankfurt.

- 1997
  - Pris "Mariano de Cavia", utdelat av tidningen ABC (Spanien), för artikeln  "Invandrarna" ("Los inmigrantes") (publicerad i El País augusti 1996).
  - Hedersgäst i staden Buenos Aires, Argentina.
  - Hedersdoktor vid Universidad de Lima (Perú).
  - Guldfjädern (Pluma de Oro), utdelad av Club de la Escritura, Madrid (Spanien).
  - Hedersdoktor vid Universidad Nacional de San Agustín i Arequipa (Perú).
  - Medalj och hedersdiplom vid Universidad Católica de Santa María i Arequipa (Peru).

- 1998
  - Nationella priset från kritikerkretsen i kategorin "Kritik" för boken Making Waves (USA).
  - Hedersdoktor vid Universidad Ben Gurión, Beer-Sheva (Israel).
  - Hedersgäst i staden Córdoba (Argentina).
  - Hedersdoktor vid University College de Londres (Gran Bretaña).
  - Hedersmedborgare i staden Asunción, Paraguay.

- 1999
  - Pris "Ortega y Gasset de Periodismo 1999" för artikeln "Nya undersökningar", publicerade i El País den 8 november de 1998.
  - XIII Priset "Internacional Menéndez Pelayo".
  - Hedersdoktor vid Universidad de Harvard (Estados Unidos).
  - Medalj av Universidad de California, Los Angeles UCLA (USA).
  - Pris Jorge Isaacs 1999 av Internationella konstfestivalen i Cali (Colombia).

- 2000
  - Hedersdiplom vid Universidad Nacional Mayor de San Marcos, Lima (Peru), en hyllning och ett erkännande från hans alma mater och för nationell samling, som Tjugonde seklats man ("Prohombre del Siglo XX").
  - Medalj Patrimonio Cultural de la Humanidad, utdelad av kommunstyrelsen i Arequipa (Peru).

## 2001
- Minnesplakett, minnesceremoni och hyllning, Advokatsällskapet i Lima (Peru), som erkänsla för hans ständiga försvar av friheten och rättsstaten
- Pris "Cristal del World Economic Forum", Davos (Schweiz).
- Hedersprofessor vid Universidad Peruana de Ciencias Aplicadas, Lima (Peru).
- Hedersdoktor vid sitt alma mater, Universidad Nacional Mayor de San Marcos, Lima (Peru).
- Pris "Las Américas 2000–2001", utdelat av "Fundación de las Américas", New York (USA).
- Första pris som årets bok, utdelat av Bokhandlarkåren i Madrid ("Gremio de Libreros de Madrid") för Bockfesten.
- Fjärde pris av bokhandlarna Crisols läsare, för sin roman Bockfesten.
- Pris vid "Festival Son Latinos, IV Edición", Tenerife, Islas Canarias, för hans samlade verk.
- Hedersdoktor vid "Universidad de Rom Tor Vergata" (Italien).
- Hedersdoktor vid "Universidad de Pau" (Frankrike).
- Dekoration med orden "El sol del Perú", av graden "Stort kors med diamanter", den högsta utmärkelsen som utfärdas av Peruanska staten.

## 2003
- Hedersmedalj, med graden "Stort kors", utdelad i Lima av peruanska kongressen.
- Hedersmedalj från staden Trujillo (Peru).
- "Huésped Ilustre" och Stora ordensmedaljen "Chan Chan" som kulturell ambassadör, La Libertad, Trujillo (Peru).
- Hedersdoktor vid la Universidad Católica de Lovaina (Bélgica).
- Pris "Roger Caillois", Paris (Frankrike).
- Man anviger biblioteket "Mario Vargas Llosa", i Cervantesinstitutet i Berlin (Tyskland).
- Pris "Budapest", Budapest, (Ungern).
- Hedersdoktor vid Universidad Nacional de Ingeniería, Lima (Peru).
- Presidentmedalj vid Universidad de Hofstra (New York).
- Hedersdoktor vid Universidad de Oxford.
- Hedersdoktor vid Universidad Pedagógica Nacional Francisco Morazán, Tegucigalpa, (Honduras).

## 2004
- Hedersdoktor vid Universidad Católica Santa María, Arequipa (Peru).
- Första pris i tjurfäktningsjournalistik "Baltasar Ibán", utdelad av Fundación Wellington, för artikeln "La capa de Belmonte", Madrid (Spanien).
- En kommitté med bibliotekarier vid The New York Public Library, väljer romanen Paradiset finns om hörnet, och inkluderar den i 2003 års lista över minnesvärda böcker.
- Pris "Grinzane Cavour", Internationella priset "Una Vida para la Literatura", Turin (Italien).
- Pris "Konex 2004", utdelad av Fundación Konex.
- Medalj till 100-årsminnet av Pablo Neruda, utdelad av Chiles regering.
- Hedersdoktor Litteratur (DLitt), utdelad av Warwick University (Storbritannien).
- Hedersmedalj "Peruanska kulturen", utdelad av Instituto Nacional de Cultura del Perú, som merit för hans stöd och bidrag till att utveckla den peruanska litteraturen.
- Pris "Al protagonista de la Fiesta nacional 2004", utdelad av Club Financiero Génova och Club Internacional de Negocios (Madrid, Spanien).
- Kommunen Peñalver (Guadalajara, Spanien), utdelar priset "Vinnarens vikt i honung" vid  "la Alcarria 2004", för hans exceptionella litterära verk.

## 2005
- Hedersdoktor vid Universidad Ricardo Palma i Lima (Peru)
- Pris "Mercosur 2004 Litteratur", utdelat av Fundación Konex (Buenos Aires, Argentina).
- "Irving Kristol Award 2005" (Washington, D.C.), av American Enterprise Institute for Public Policy Research.
- Hedersdoktor vid Universidad de la Sorbona (París, Francia).
- Trofé Cossío 2004 av Kungl Taurinfederationen i Spanien (Real Federación Taurina de España), för sitt försvarande av tjurfäktningskonsten.
- Internationell konstmedalj, av Madrid (Spanien).
- Pris "Fernando Lázaro Carreter" utdelat av Fundación Germán Sánchez Ruipérez (Madrid, Spanien).
- Storkrögare i Kungariket Navarra (Bodeguero Mayor del Reyno de Navarra), en hedersbetygelse från Consejo regulador Denominación de Origen Navarra (Pamplona, Spanien).
- Man döper en aveny i Puerto Banús efter honom, en hedersbetygelse från Ayuntamiento de Marbella (Spanien).
- Pris "Ovidio 2005" vid Internationella litteraturfestivalen Dag och Natt, utdelat av rumänska författarförbundet, Rumänien.

## 2006
- "Maria Moors Cabot prize", utdelat av Columbia University (USA).

## 2007
- Hedersdoktor vid Universidad de La Rioja (Spanien).
- Hedersdoktor vid Universidad de Málaga (Spanien).

## 2008
- Hedersdoktor vid Universidad de Alicante (Spanien).
- Hedersdoktor vid Universidad Simón Bolívar (Venezuela).
- Hedersdoktor vid Pontificia Universidad Católica del Perú, Lima (Peru).

## 2010
- Pris "Referente de la humanidad" av Fundación Internacional de Jóvenes Líderes (Buenos Aires, Argentina).
- Hedersdoktor vid Universidad Nacional Autónoma de México.
- Nobelpriset i litteratur av Svenska Akademien (Sverige, Stockholm).
- Den 15 december Orden de las Artes y las Letras del Perú ("Perus konst- och litteraturorden")